# 허웅 (프로듀서)
허웅(1960년 ~ )은 SBS 드라마본부의 프로듀서이다.

## 경력
- KBS 드라마본부 PD
- SBS 드라마본부 PD
- SBS 드라마운영팀 CP
- SBS 드라마본부 국장